# Henry John McCall
Henry John McCall (Londres, 27 de novembro de 1868 — Oakland, 15 de julho de 1960) foi um pastor presbiteriano e missionário inglês que trabalhou, a partir do fim do século XIX, na implantação da Igreja Presbiteriana do Brasil, havendo sofrido em diversas ocasiões ferozes perseguições.

## Biografia
Sua chegada ao Brasil está ligada a uma instituição missionária organizada por Sarah Poulton Kalley, viúva do Rev. Robert Reid Kalley, pioneiro da missão protestante no Brasil. A instituição chamava-se Help for Brazil. Após ouvir, em Glasgow, um apelo do Rev. James Fanstone a respeito do trabalho incipiente no Brasil, McCall resolveu apresentar-se como voluntário à Help for Brazil, sendo o primeiro missionário da instituição.
Em 12 de fevereiro de 1893, Henry McCall chegou à cidade de Recife. Originalmente, era pastor congregacional. Trabalhou em Recife mesmo e, após algum tempo, em Garanhuns - onde conheceu a missionária Winona Evans, da Presbyterian Church of United States, que era a Igreja dos presbiterianos do sul dos EUA. Em 1895, Henry McCall e Winona se casaram.
Quando estava na cidade de Garanhuns, em 1894, sofreu enorme resistência por parte do padre católico daquela cidade, Pedro Pacífico Barros Bezerra, que convocara a população para impedir-lhe a primeira pregação; para este fim o representante da igreja chegou a pregar que Satanás estava ali, e descrevia-o com as vestes do reverendo protestante, com um "cinturão vermelho" tal qual usava McCall; após essa pregação cerca de duzentos moradores, entre os quais jagunços, destruíram o lugar de culto e, junto ao próprio delegado Belarmino da Costa Dourado, foram ao local onde estava hospedado com os colegas de missão e a autoridade proibiu-lhes de continuar.
Em virtude de seu casamento com Winona Evans, McCall tornou-se mais próximo da missão presbiteriana. O resultado foi a sua transferência, em 1897, quando tornou-se pastor presbiteriano, ligado ao Presbitério de Pernambuco. Cinco anos depois, em maio de 1902, Winona Evans faleceu de febre amarela, deixando três filhos.
Abatido pelo acontecimento, o Rev. Henry McCall foi designado para a missão no estado da Bahia, especificamente em Cachoeira. Perto dali, em São Félix, conheceu a missionária Margaret Bell Axtell, com quem se casou em segundas núpcias anos mais tarde.
Em 1905, fixou-se na região de Canavieiras, litoral sul da Bahia. Ali organizou, em 26 de setembro de 1906, a Igreja Presbiteriana de Canavieiras. Mais tarde, em 7 de janeiro de 1907, ao lado do Rev. Pierce Chamberlain, do Rev. Matatias Gomes dos Santos e outros, organizou o Presbitério da Bahia e Sergipe.
Em virtude da necessidade de um missionário na região do Vale do São Francisco, McCall mudou-se para Carinhanha, na divisa com Minas Gerais, em 1909. Dali visitou várias outras cidades e vilarejos, incluindo Santa Maria da Vitória, onde "houve uma grande onda de perseguições - a casa de cultos foi apedrejada e invadida pela multidão fanática e Bíblias foram queimadas".
No ano de 1910, Henry McCall transferiu-se para a cidade de Caetité. Lá organizou, além da Igreja Presbiteriana, uma escola - a Escola Americana (que acabou por ser fechada, anos mais tarde). A integração com a cidade foi tão grande que, ao retornarem de férias em 1914, os McCall foram recebidos com festa, flores e bandas de música por grande parte da população. Nesta época, a Igreja em Caetité já contava com mais de 114 membros.
Cabe o registo do incidente ocorrido na cidade, onde a oposição do bispo dom Manoel Raimundo de Melo ensejou o apedrejamento da igreja, durante uma procissão. A "Escola Americana", ali fundada, foi motivo de acirrados ataques
Por fim, por questões de saúde, McCall aposentou-se em 1924, mudando-se para a Califórnia, EUA, no ano seguinte. Em Oakland, aos 92 anos de idade, o Rev. Henry John McCall veio a falecer. Sua esposa, Margaret McCaal faleceu mais tarde, com mais de 100 anos. Nos campos da missão presbiteriana, "o nome do casal ficou como uma bandeira de bênção".(Ribeiro, p. 373).
Foi sepultado no Mount Eden Cemetery, em Hayward.